# Aeruginoscyphus
Aeruginoscyphus is een monotypisch geslacht van schimmels uit de familie Hyaloscyphaceae. De bevat alleen Aeruginoscyphus sericeus.